# P.D. Oespenski
Pjotr Demjanovitsj Oespenski (Russisch: Пётр Демьянович Успенский) (Moskou, 4 maart 1878 - Lyne Place, Surrey, 2 oktober 1947) was een Russisch esoterisch schrijver en filosoof.

## Leven en werk
Oespenski interesseerde zich al op jonge leeftijd voor wiskunde en literatuur en schreef in 1905 zijn eerste roman, Het merkwaardige leven van Ivan Osokin. In de periode daarna wijdde hij zich steeds meer aan theosofie, yoga en occultisme, en maakte onder meer reizen naar het Verre Oosten, Egypte en Ceylon. Bepalend voor de verdere ontwikkeling van Oespenski was zijn ontmoeting met George Gurdjieff, in Moskou, 1915. Gurdjieff werd zijn leermeester en gedurende enkele jaren werkten beiden intensief samen, wierven ze volgelingen, en droegen ze hun leer in tal van landen uit.
De kern van het denken van Oespenski en Gurdjieff werd gevormd door de theorie van de zogenaamde Vierde Weg, een spiritueel systeem voor de innerlijke ontwikkeling van een mens in het dagelijks leven, met het enneagram als centraal symbool. Omdat Oespenski in theoretische zin een duidelijk meer wiskundige benadering nastreefde kwam het begin jaren twintig uiteindelijk tot een breuk met Gurdjieff, zonder dat Oespenski diens leer ooit echt zou afzweren. Gurdjieff vestigde zich in die periode in Parijs en Oespenski in Londen, waar hij zijn eigen variant van de Vierde Weg zou doorontwikkelen, met een eigen schare volgers (onder wie Aldous Huxley). Een definitieve samenvatting van zijn zienswijze geeft hij in zijn bekendste werk Op zoek naar het wonderbaarlijke (1949), waarin hij zich weer nadrukkelijk op Gurdjieff beroept. In zijn latere leven verwierf Oespenski ook naam met creatieve theorieën over de vierde dimensie. 
Als een belangrijke hedendaagse vertegenwoordiger van Oespenki’s esoterische theorieën geldt de Britse schrijver Colin Wilson.
Oespenski wordt (als Ouspensky) genoemd in De komst van Joachim Stiller van Hubert Lampo.